# جاده چالوس (مجموعه تلویزیونی)
مجموعه جاده چالوس مجموعه‌ای تلویزیونی به کارگردانی احمد معظمی است که در آبان و آذر ۱۳۹۳ از شبکه ۵ سیمای جمهوری اسلامی ایران پخش شد.

## خلاصه داستان
مرد ثروتمندی در آستانه ورشکستگی است و به خاطر هزینه‌های بالای خانواده خود نمی‌تواند کار خود را پیش ببرد در همین زمان یک رستوران متروکه در شمال کشور به عنوان ارث به همسر این مرد می‌رسد. محبوبه همسرش خانواده را راضی به رفتن به شمال و اداره این رستوران برای سر و سامان دادن دوباره به زندگیشان می‌کند و…

## بازیگران
- بیژن امکانیان
- فاطمه گودرزی
- سیروس گرجستانی
- محسن افشانی
- ابوالفضل همراه
- سیما خضرآبادی
- محمد شیری
- حدیث فولادوند
- رضا آحادی
- پویان گنجی
- شهروز ابراهیمی
- علی‌رام نورایی
- داریوش اسدزاده
- سیاوش گرجستانی
- نبی الله پیرهادی
- سعید پیردوست
- نیما شاهرخ شاهی
- روشنک عجمیان
- نهال دشتی

خوانندگی تیتراژ سریال جاده چالوس توسط رضا یزدانی (خواننده) که برای اولین بار کلیپ تصویری آن از تلویزیون در پاییز ۱۳۹۳ پخش شد.